# Belgische Mathematische Gesellschaft
Die Belgische Mathematische Gesellschaft (französisch: Société Mathématique de Belgique, niederländisch: Belgisch Wiskundig Genootschap) wurde 1921 gegründet, unter anderem vom Physiker  Théophile de Donder, Alfred Errera und Lucien Godeaux (1887–1975, algebraische Geometrie). Aktiv waren in ihren frühen Jahren auch die Mathematiker Charles-Jean de La Vallée Poussin, der Mathematikhistoriker Henri Bosmans und der Astrophysiker Georges Lemaître. Sitz der Gesellschaft ist Brüssel. Bald schon wurden ausländische Mathematiker und Physiker zu Vorträgen eingeladen, so Henri Lebesgue (Vorlesungen über Konstruktionen mit Zirkel und Lineal) und Robert Andrews Millikan (Elektronentheorie). Ab 1947 wurde der Topologe und Wissenschaftsphilosoph Guy Hirsch (1915–1993) Sekretär der Gesellschaft (und Herausgeber von dessen Bulletin) und leitete diese von seiner Wohnung von 1953 bis zu seinem Tod 1993.
Seit 1947/48 gibt der Verein die Zeitschrift Bulletin of the Belgian Mathematical Society heraus, die fünfmal im Jahr erscheint. Davor erschienen die Mitteilungen der Gesellschaft als Teil der Zeitschrift Mathesis. Seit 1994 ist auch die Zeitschrift Simon Stevin im Bulletin aufgegangen. Außerdem gibt es einen eigenen elektronischen Newsletter.
Die Gesellschaft veranstaltet mit anderen mathematischen Gesellschaften Kongresse, so 1996 in Antwerpen mit der American Mathematical Society, der Niederländische Mathematischen Gesellschaft und der Luxemburger Mathematischen Gesellschaft, 1999 in Brüssel mit der London Mathematical Society und 2001 in Lüttich mit der DMV. Die Belgische Mathematische Gesellschaft ist Mitglied der Europäischen Mathematischen Gesellschaft.